# Porträt eines Philosophen
Porträt eines Philosophen ist ein Gemälde der russischen Künstlerin Ljubow Popowa von 1915. Das kubofuturistische Bild zeigt ihren Bruder, den Literaturwissenschaftler und Philosophiehistoriker Pawel Popow (1892–1964) als Halbfigur.
Es wurde erstmals auf der Ausstellung Die letzte futuristische Ausstellung der Malerei 0,10 (Null–Zehn) in Petrograd 1915–16 gezeigt und gilt als ein Hauptwerk von Popowas kubofuturistischer Phase.

## Bildbeschreibung
Das Bild zeigt einen Mann als Halbfigur in einem dunkelblauen Anzug und ein weißes Hemd, sowie einem schwarzen Zylinder. Er stützt seine linke Hand auf einen Gehstock und hat in der rechten Hand eine Ausgabe der Zeitschrift Revue philosophique de la France et de I’étranger. Seine schwarzen Haare gucken links unter seinem Hut leicht hervor, zudem trägt er einen glatten Schnurrbart und trägt eine Brille mit ovalen Gläsern. Die gesamte Figur ist in Flächen aufgesplittert, deren Kanten diagonal durch das Bild verlaufen. Die einzelnen Flächen sind oft durch graue und weiße Kanten schattiert. Die Flächen der Person bedecken fast das ganze Gemälde, oben rechts befindet sich als einer der wenigen Darstellungen des Hintergrundes das Muster einer grünen Tapete mit Blumen. Im Vordergrund befindet sich zudem, vermutlich auf einem Tisch stehend, ein Trinkglas. Neben der Schrift „Revue Philos[ophique]“ auf der Zeitschrift befindet sich oben links die Beschriftung „EXP[OSITION]“ und „32“, die keinem Gegenstand auf dem Werk zugeordnet werden können, sondern sich frei auf dem Bild befinden. Farblich treten vor allem die gelbe Zeitschrift und das grüne Tapetenfragment im Bild hervor gegenüber den dunkleren Farben der Figur.

## Entstehung

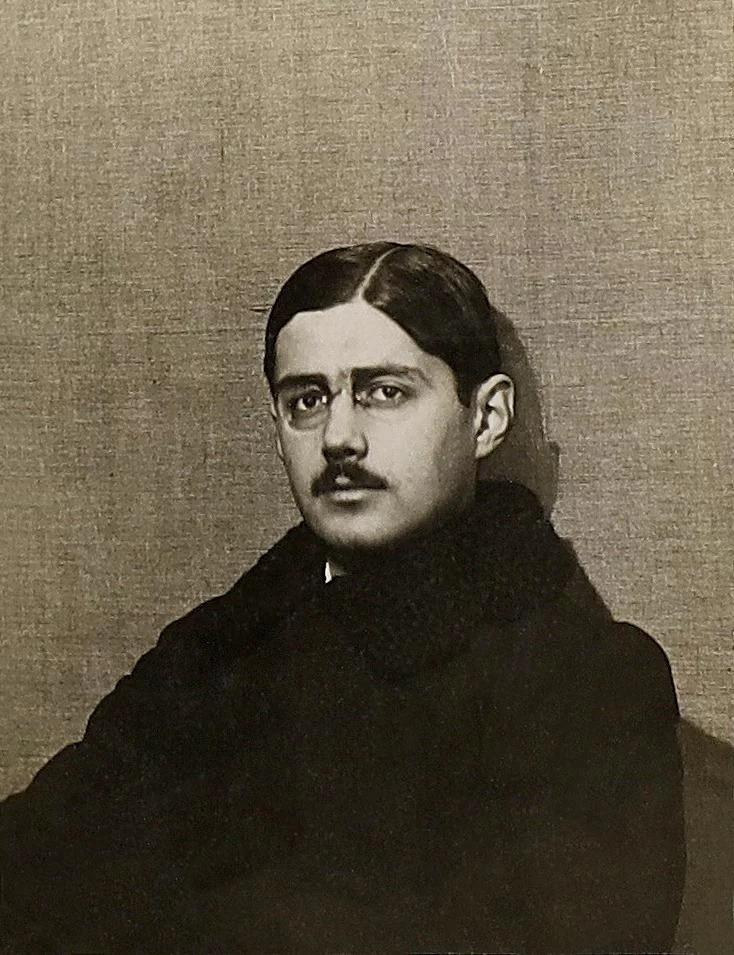
Pawel Popow (1920er Jahre)

Als Modell für den Dargestellten diente ihr Pawel Popow, wobei das fertige Gemälde kaum individuelle Züge zeigt, sondern eher einen generellen Typus. Popow war der drei Jahre jüngere Bruder der Künstlerin. Popow schloss 1915 sein Studium an der Moskauer Universität in der Fakultät für Geschichte und Philologie ab.

Mit Der Pianist, Frau mit einer Gitarre und dem Futuristischen Porträt schuf Popowa 1915 eine ganze Reihe von kubofuturistischen Porträts. Das Porträt eines Philosophen kann als ein Hauptwerk dieser Gruppe gelten. Neben dem Stillleben war das Porträt für Popowa das wichtigste Genre in dieser Zeit. Für das Porträt eines Philosophen existiert eine Vorstudie, die wie das Gemälde selbst bei der Ausstellung 0,10 ausgestellt wurde (Zeichnung für ein Porträt, Gouache auf Karton, 52 × 38 cm, Tretjakow-Galerie). Die Vorstudie zeigt einen engeren Bildausschnitt, ist in der Zerlegung der Figur aber identisch aufgebaut. Die Zeichnung und damit auch das Porträt des Philosophen als ausgestelltes Werk bei der 0,10 konnten durch eine Reproduktion als Postkarte in der Sammlung Costakis identifiziert werden.

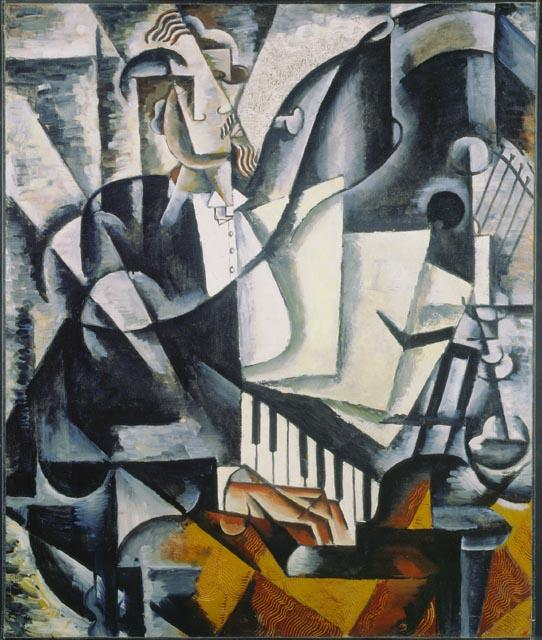
Der Pianist, 1914
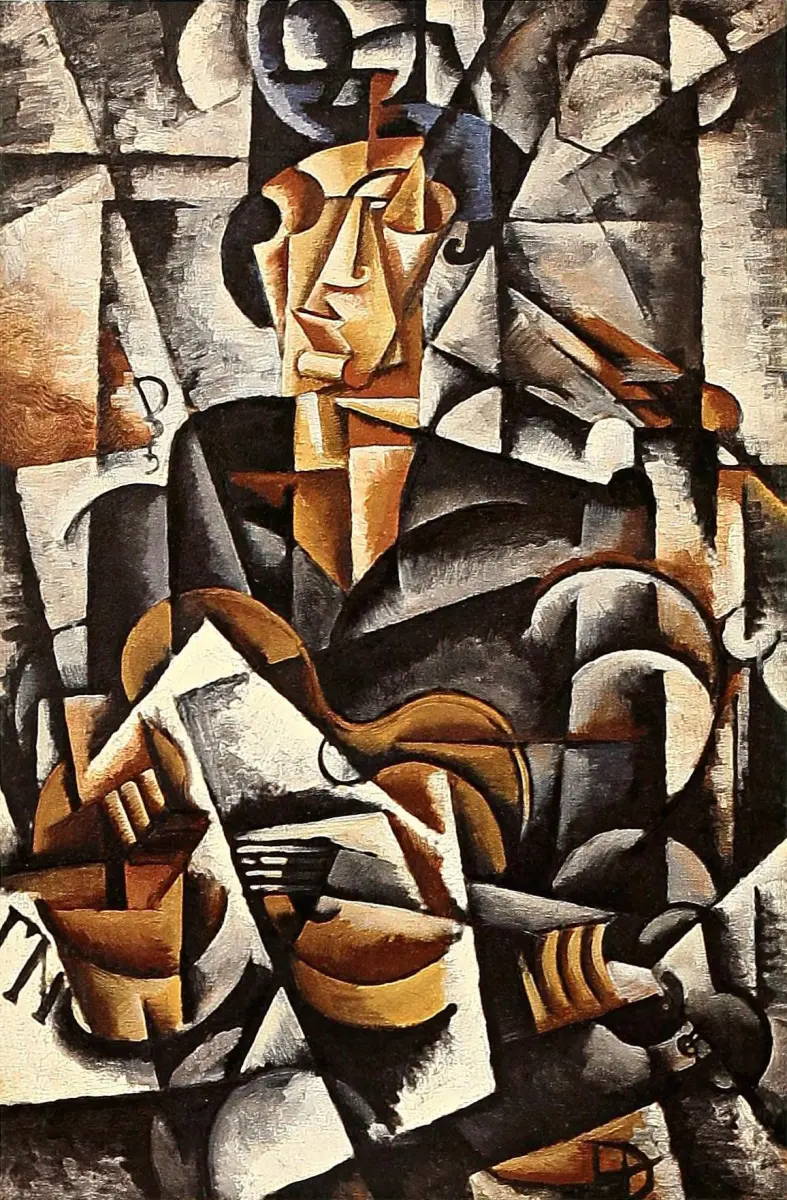
Frau mit einer Gitarre, 1915
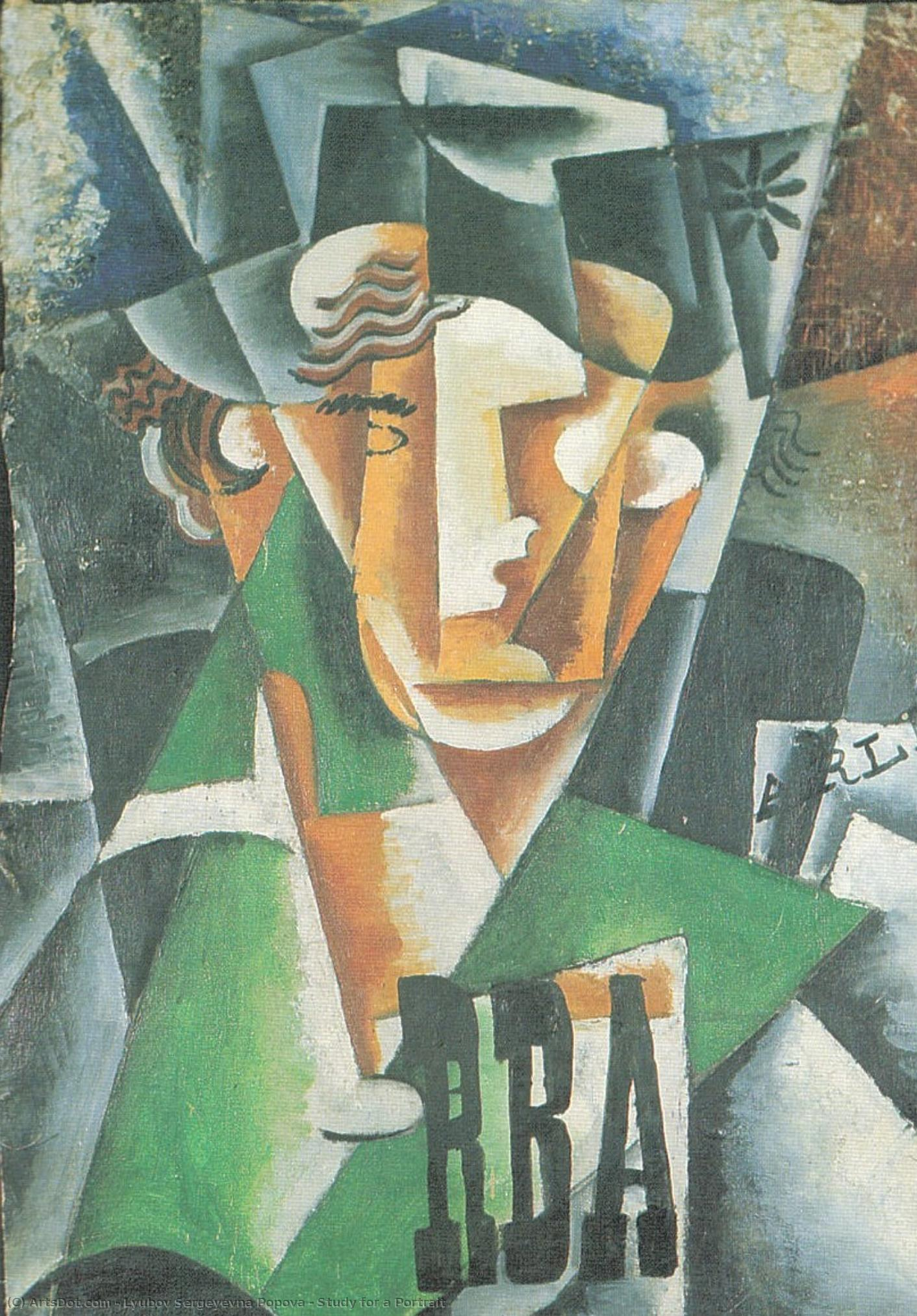
Futuristisches Porträt (Moskauer Version), 1915
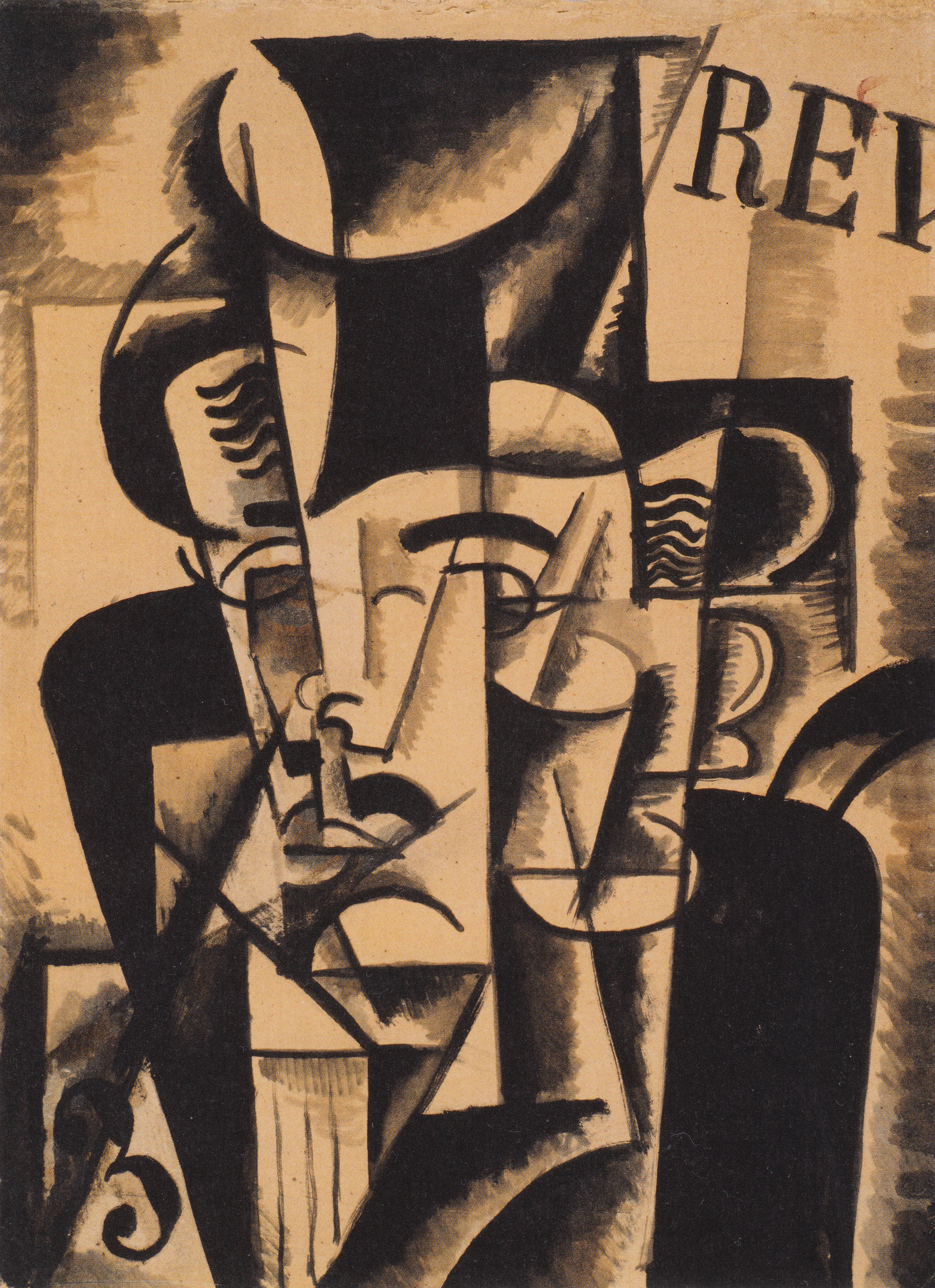
Zeichnung für ein Porträt [eines Philosophen], 1915

## Vergleiche und Analyse
Parallelen von Popowas kubofuturistischer Porträtmalerei wurden besonders im Werk Jean Metzinger gesehen, etwa bei seinen zwei Gemälden Die gelbe Feder (1912). Popowas Porträts unterschieden sich aber stärker in der Zerlegung der Figur und der stärkeren Organisation des Bildes in Flächen, wodurch ihre Malerei eine hohe Eigenständigkeit besitzt. Mit dem Werk ist das besondere Interesse an Fläche und Farbe bereits vorbereitet, welches Popowa später in ihren abstrakten Arbeiten in den Mittelpunkt rückt.
Als Vergleichswerke speziell für das Porträt eines Philosophen wurden Juan Gris Mann in einem Café (1912) sowie Jean Metzingers Porträt von Albert Gleizes (1911–12) als Vergleiche vorgeschlagen. Inspiriert worden könnte Popowa von Picassos Porträt von Ambroise Vollard (1910) gewesen sein, welches sich seit 1913 in Moskau in der Sammlung von Iwan Morosow befand. Die Darstellung der Haare findet einen Vorläufer in Picassos Porträt von Daniel-Henry Kahnweiler (1910). In der russischen Kunst experimentierte Malewitsch mit dem Porträt von M. Matjuschin (1913) und dem Porträt von Iwan W. Kljun (1913) bereits mit kubofuturistischer Porträtmalerei. Ersteres wurde 1915 in der Ausstellung Erste futuristische Ausstellung Tramwaj W in Petrograd gezeigt, an der auch Popowa teilnahm.
Hingewiesen wurde auch auf die insgesamt wenig personalisierte Darstellung des Abgebildeten, sondern die eher typologische Behandlung des Themas, die sich auch im Titel widerspiegelt. Die Wahl der Attribute für einen Philosophen – Zylinder, Zeitschrift und Weinglas – wurden auch ironisch aufgefasst.

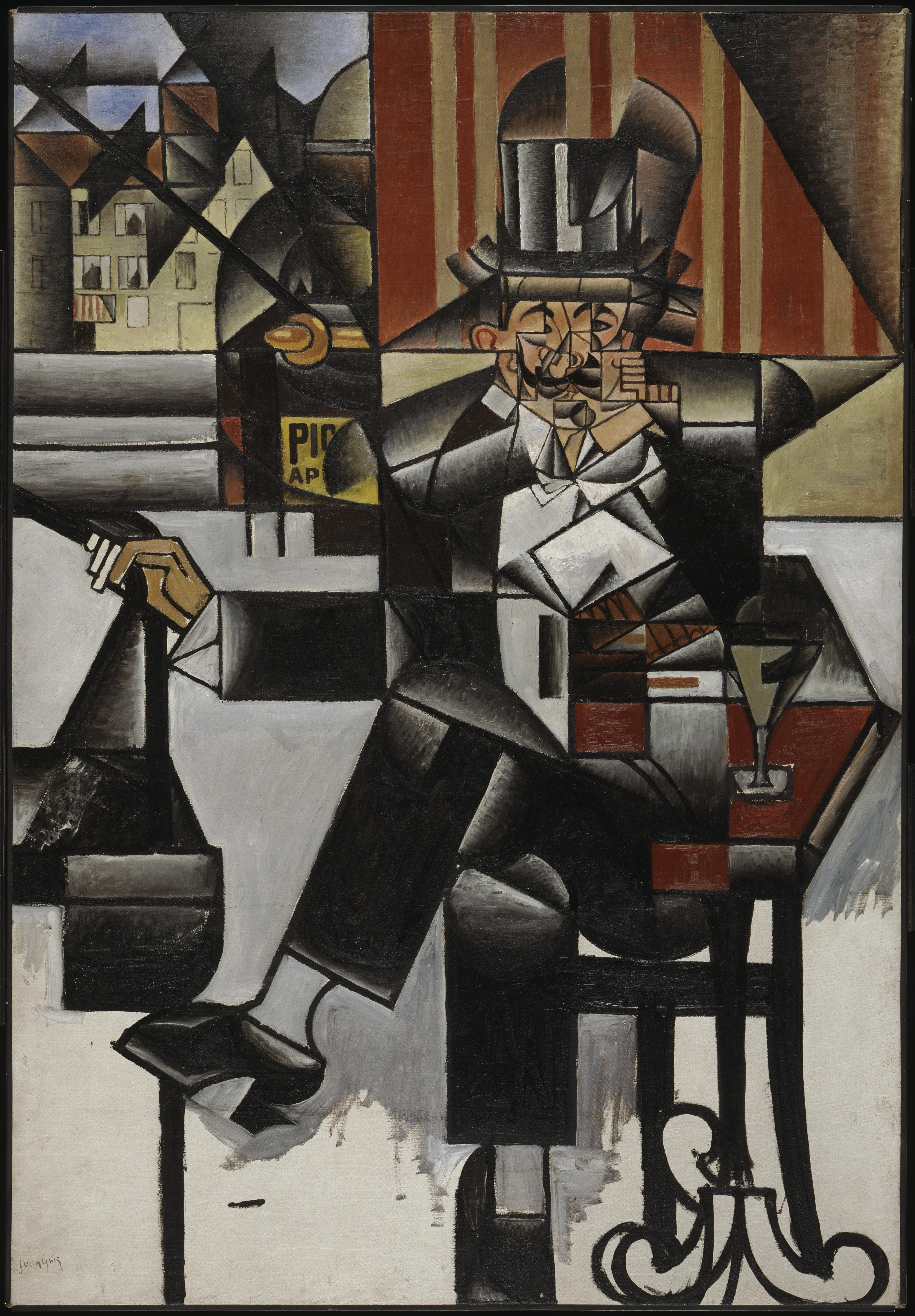
Gris, Mann in einem Café, 1912
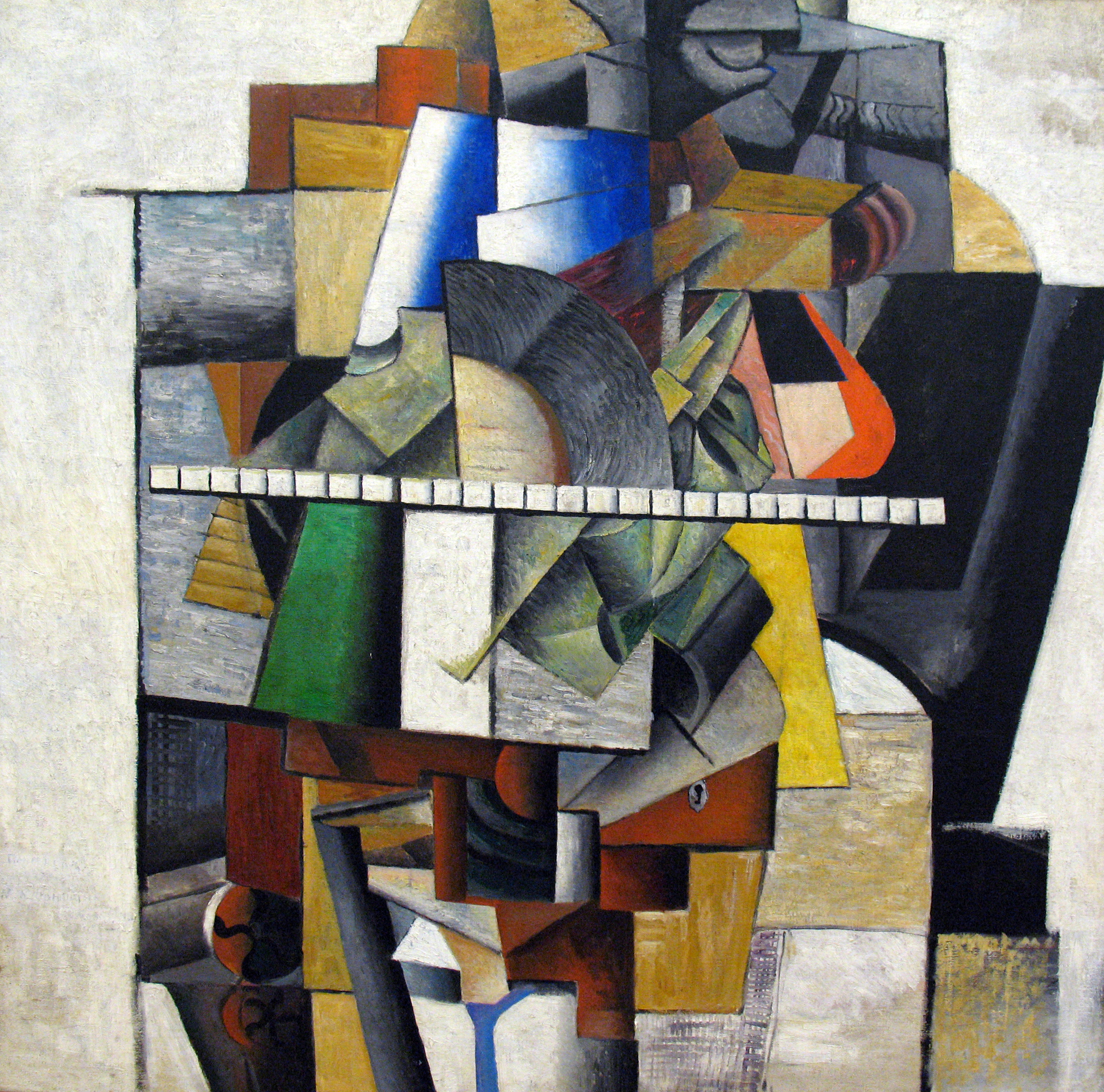
Malewitsch, Porträt von M. Matjuschin, 1913
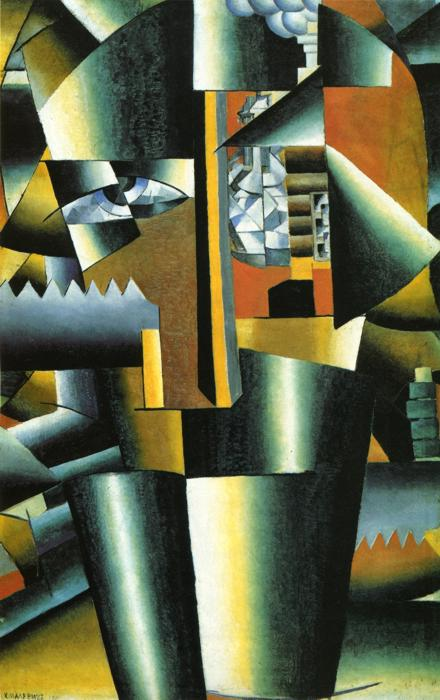
Malewitsch, Verbessertes Porträt von I. Kljun, 1913

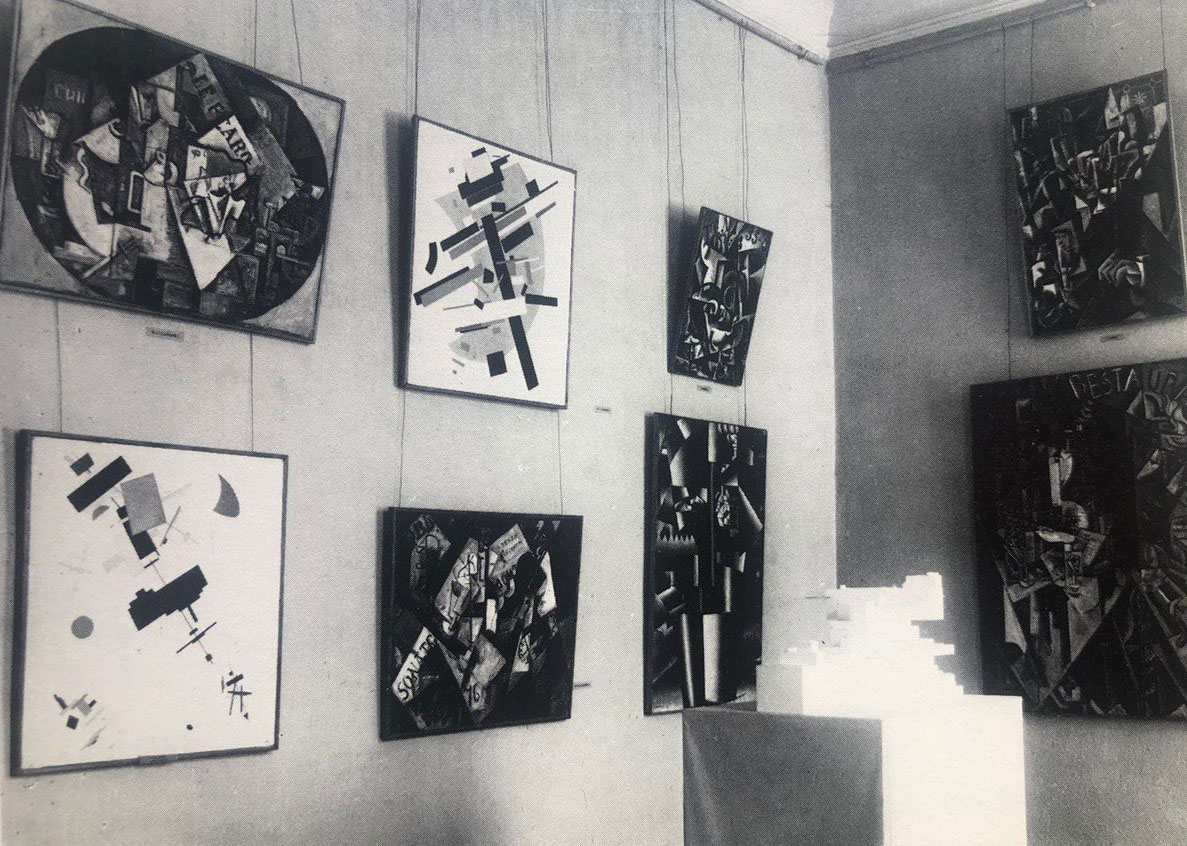
Porträt eines Philosophen (rechts oben) sowie Werke von Udalzowa und Malewitsch in der Dauerausstellung des Russischen Museum, 1927

## Provenienz
- 1920–1926: Museum für künstlerische Kultur, Petrograd / Leningrad, Inv. 196[5]
- seit 1926: Russisches Museum, Leningrad / Sankt Petersburg, Inv. Жб-1456

## Ausstellungen (Auswahl)
- Die letzte futuristische Ausstellung der Malerei 0,10 (Null–Zehn), Kunstbüro von Nadeschda Dobytschin, Petrograd 1915–16 (Gemälde Kat. 86, Zeichnung Kat. 87)
- Liubov Popova, Museum of Modern Art, New York 1991, anschließend Los Angeles County Museum of Art, 1991, Museum Ludwig, Köln 1991, Museo Reina Sofia, Madrid 1991–92 (Gemälde Kat. 35, Zeichnung Kat. 34)
- Auf der Suche nach 0,10 – Die letzte futuristische Ausstellung der Malerei, Fondation Beyeler, Riehen 2015. (Gemälde und Zeichnung)